# اندنجرد
اندنجرد یا اندنگرد، روستایی در دهستان رشتخوار بخش مرکزی شهرستان رشتخوار استان خراسان رضوی ایران است.

## جمعیت
بر پایه سرشماری عمومی نفوس و مسکن در سال ۱۳۹۵ جمعیت این مکان ۲۰۹ نفر (۶۲خانوار) بوده‌است.

## جغرافیا
این روستا در فاصله ۱۵ کیلومتری شرق رشتخوار و ۴۵ کیلومتری خواف واقع شده از بقایای شهر باستانی جیزد و گورکی در اطراف این روستا می‌باشد این روستا زادگاه عارف بزرگ قرن دهم عبدالعزیز الانداجردی می‌باشد مقبره این عارف که بالغ بر سی هزار شاگرد از اطراف و اکناف داشته در همیین روستا قرار دارد. از دیگر آثار تاریخی این روستا تپه چهار برجی می‌باشد که در فاصله یک کیلومتری جنوب غربی آن قرار دارد. اقتصاد این روستا ابتدا کشاورزی بود که قنات ۷۰۰ ساله آن خشک و اکنون اکثر ساکنان آن بیکار یا به شغل خرید و فروش مشغول می‌باشند.
1. تپه گورکی: در جنوب شرقی رشتخوار مجاور روستای اندنجرد می‌باشد که سابقه تاریخی آن از صدر اسلام تادوران تیموری می‌باشد و جزء آثار حفاظتی می‌باشد
2. قلعه چهار برجی اندنجرد: در جنوب شرقی رشتخوار مجاور روستای اندنجرد می‌باشد که سابقه تاریخی آن از صدر اسلام تا دوران تیموری می‌باشد و جزو آثار حفاظتی میراث فرهنگی است